# Scorigami
Le scorigami est un concept statistique introduit en football américain (NFL) en 2016 par Jon Bois via la plateforme internet SB Nation. Il s'agit d'un mot-valise fusionnant les mots score et origami. Le concept a par la suite été introduit dans d'autres sports où les scores finaux varient de manière importante, tels que le baseball.

## Fonctionnement
Le scorigami sert à collecter toutes les combinaisons numériques de scores finaux qui ont déjà été atteintes : case verte si le score a déjà eu lieu, case blanche si ce n'est pas encore le cas. Le score de l'équipe gagnante correspond à l'axe horizontal, celui de l'équipe perdante à l'axe vertical. La moitié inférieure gauche du tableau est noire puisqu'elle est impossible à compléter : l'équipe perdante ne peut pas avoir plus de points que l'équipe gagnante.

## Utilisation

### Football américain
Le football américain est le sport pour lequel le concept fut développé ainsi que le sport où le pointage est généralement le plus élevé. Au 17 octobre 2021, 1067 scorigamis ont été enregistrés en NFL, dont trois fois durant le Super Bowl. Le score de 6 à 1 est considéré comme le scorigami le plus difficile à effectuer puisqu'il nécessite un touché de sûreté d'un point, uniquement possible lors d'une transformation de deux points et introduit en 2015. De plus, le reste du match doit se conclure sur un blanchissage. Le touché de sûreté d'un point n'a jamais été réalisé dans la NFL et seulement deux fois dans les rangs universitaires,. Le score de 4 à 4 est aussi considéré comme hautement improbable. Ce score, obtenu lorsque les seuls points inscrits sont deux touchés de sûreté par chaque équipe, a une probabilité d'être réalisé une fois chaque 1,7 milliard d'années. Pete Carroll, entraineur des Seahawks de Seattle, est connu pour son intérêt pour les scorigami. Il possède le record pour le plus grand nombre de saisons de suite ayant inscrit un scorigami avec neuf entre 2010 et 2018.

### Autres sports
Bien que le concept ait ses origines dans le football américain, il est également présent dans d'autres sports. En septembre 2020, la Ligue majeure de baseball fait directement référence au concept à la suite d'un match entre les Marlins de Miami et les Braves d'Atlanta s'étant conclu par un score de 29 à 9. Il s’agissait alors du premier scorigami de la ligue depuis 1999. Cependant, selon The Sunday Times, le concept a de la difficulté à s'établir dans les sports où les points marqués sont moins élevés comme le football car les possibilités de scorigami sont moins grandes.

## Annexe